# Якимварский залив

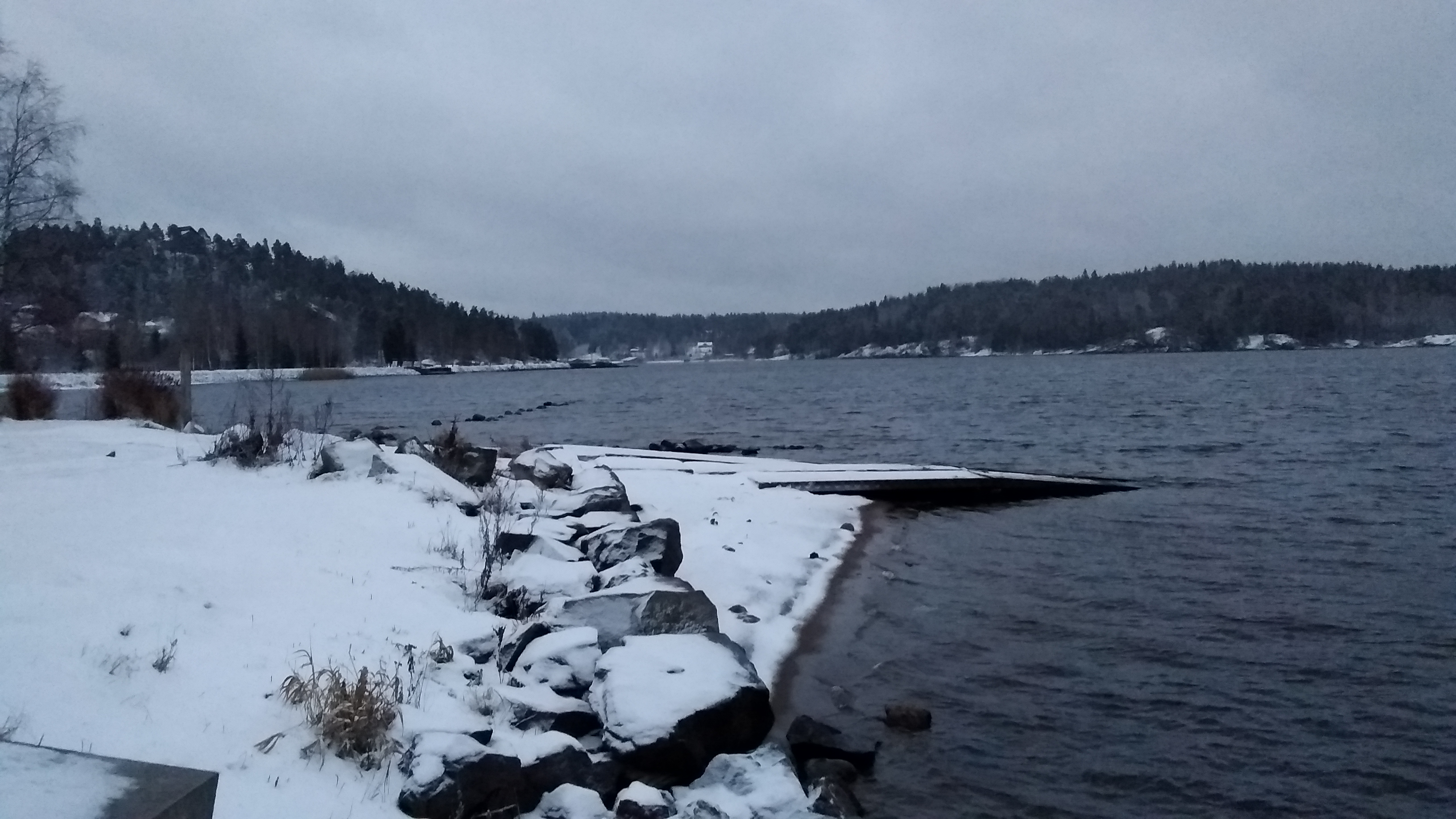
Берег залива в Лахденпохье

Якимва́рский зали́в — узкий залив Ладожского озера, Республика Карелия, Россия.
Находится в северо-западной части озера. Длина 11,5 км, ширина от 0,4 до 1,4 км. Глубина от начала до середины — 20-50 м, в другой половине — 50-100 м.
С юго-запада ограничен островом Соролансари, на северо-востоке — островами Хепасалонсари и Кюльвяянсари. В устье находится скалистый остров Юкансари.
На берегу залива находится город Лахденпохья, центр одноимённого района.

## История названия
В начале XVII века, на берегу залива стоял лагерь шведского полководца Якоба Делагарди. По легенде, в честь него место получило название холма Якоба (Яаккима), а залив получил название — Якимварский.